# 2277 Moreau
2277 Moreau è un asteroide della fascia principale. Scoperto nel 1950, presenta un'orbita caratterizzata da un semiasse maggiore pari a 2,6013668 au e da un'eccentricità di 0,1242471, inclinata di 11,55307° rispetto all'eclittica.
L'asteroide è dedicato all'astronomo belga Fernand Moreau.